# Oessaare laht
Oessaare laht är en vik i Estland.   Den ligger i landskapet Saaremaa (Ösel), i den västra delen av landet, 170 km sydväst om huvudstaden Tallinn. Oessaare laht ligger på ön Ösel.